# بی‌دینی در نروژ
نروژ یک کشور نسبتاً سکولار است که دین رسمی ندارد. اگرچه ۷۲٫۷ درصد از ۵٫۲ میلیون جمعیت متعلق به کلیسای نروژ هستند.اما اکثریت نروژی‌ها به خدا اعتقاد ندارند.